# Strečno (hrad)
Strečno (nazývaný také Strechun, Strechyn, Streczen, Streczan nebo Strežín) je hrad sedm kilometrů východně od slovenského města Žiliny směrem na Vrútky a Martin na vysokém skalní ostrožně nad řekou Váh na okraji Strečenského průsmyku.

## Historie hradu

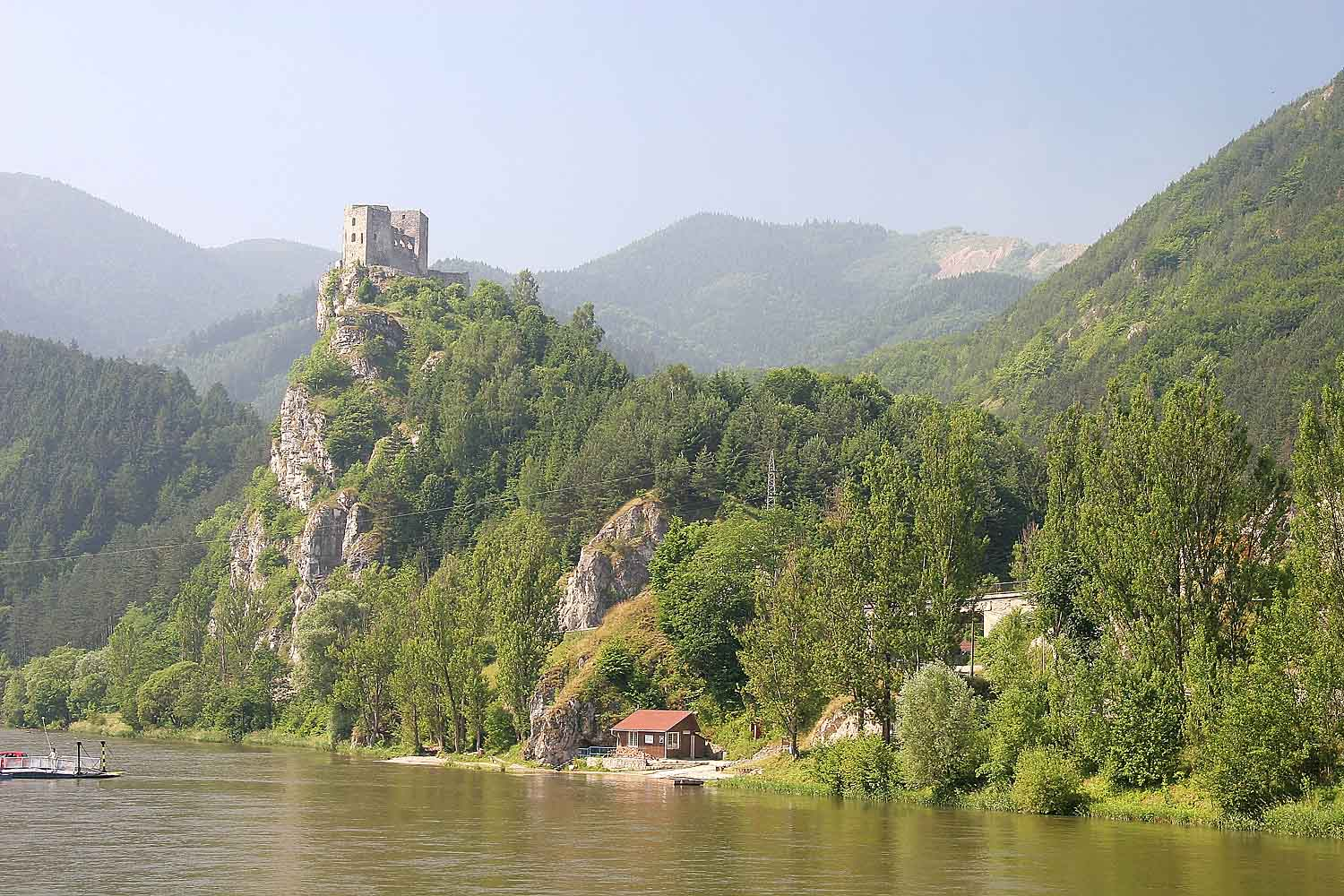
Hrad Strečno z lávky přes Váh

Hrad byl založen pravděpodobně na přelomu třináctého a čtrnáctého století, aby střežil cestu a výběr mýta v údolí Váhu. Později ho násilím získal Matúš Čák Trenčanský. Začátkem patnáctého století se dostal do královských rukou a stal se majetkem uherských královen Barbory Celjské a později Alžběty.
V roce 1444 se dostal do majetku rodu Pongráců z Liptovského Mikuláše, kterým patřil do roku 1469 a poté často měnil své majitele – patřil například Janu Korvínovi, Janu Zápolskému, Mikuláši a Petrovi Kostkovým atd. V 17. století patřil Františkovi Vesselényimu a Löwenburgovcům.
Hrad v 17. století poskytoval útočiště povstalcům při Tökölyho povstání. Po potlačení tohoto povstání byl za vlády Leopolda I. hrad pobořen a od té doby chátral. První konzervační práce na hradě byly provedeny počátkem 20. století, kompletní rekonstrukce byla provedena v devadesátých letech 20. století a hrad byl poté zpřístupněn veřejnosti a byla v něm umístěna pobočka Povážského muzea.
Hrad má nepravidelný půdorys, který vznikl stavební činností soustřeďující se v průběhu staletí kolem hradního jádra. Nejstarší částí hradu byla hranolová obytná věž přístupná mostem přes příkop z jižní strany. Na severní straně se nacházelo čtyřhranné nádvoří s hradními paláci a kaplí vybudované v 15. století. K těmto budovám přiléhalo severní podhradí s velkou, šikmě postavenou věží přímo nad řekou na hřebeni skály.
Vnitřní část hradu byla v 15. století rozšířena o nový dvoupatrový hradní palác vysunutý na východ až na okraj skal nad Váhem. Kotkovci vybudovali před hradem nové renesanční předhradí, jehož opevnění splňovalo dobové požadavky vojenské techniky. V 17. století bylo opevnění hradu ještě doplněno třemi okrouhlými bastiony, které se však nedochovaly a jsou známé pouze z dobových vyobrazení. Hrad byl v té době nejpevnějším hradem celého Pováží.

## Zajímavosti
- Na hradě Strečno byly filmovány exteriéry amerického filmu Dračí srdce.
- Hrad je vyobrazen na poštovní známce z roku 1945 k 1. výročí slovenského národního povstání, autorem předlohy je Viliam Chmel[2].

## Přístup
Hrad je přístupný po silnici první třídy ve směru od Martina nebo od Žiliny, případně od železniční zastávky v osadě Nezbudská Lúčka na protějším břehu Váhu přes lávku pro pěší nebo přívozem pod hradem, autobusová zastávka a parkoviště pro osobní automobily se nalézá přímo pod hradní ostrožnou. Od parkoviště to je pak k hradu ještě necelý kilometr pěší procházkou. 

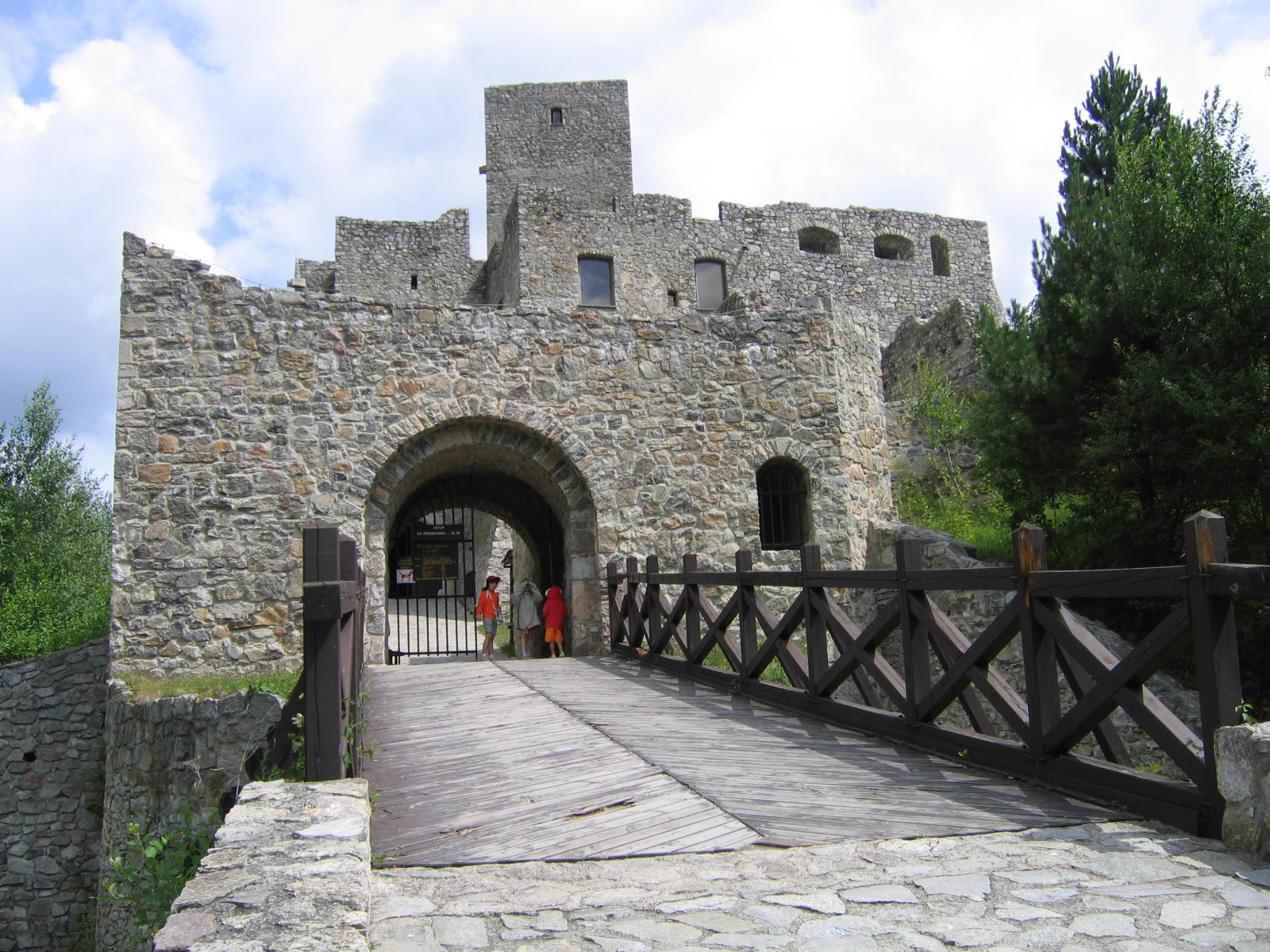
Hradní brána
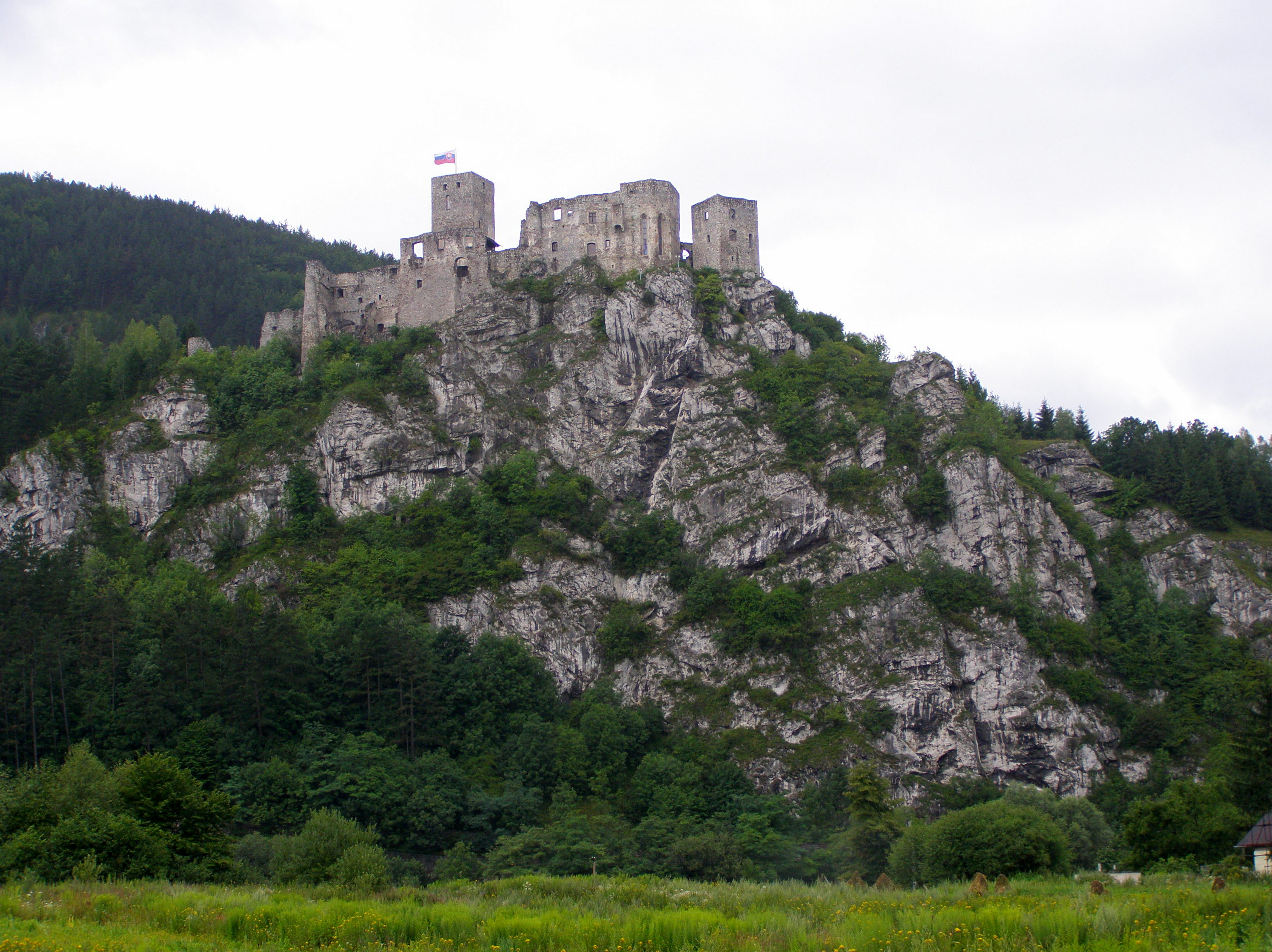
Východní strana hradu
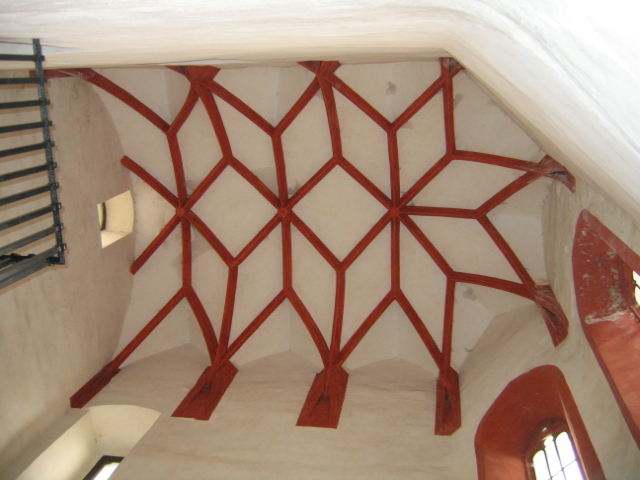
Interiér rekonstruované kaple
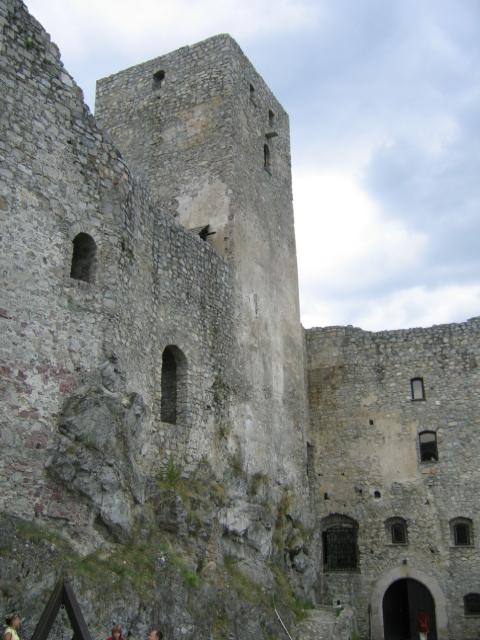
Hradní věž
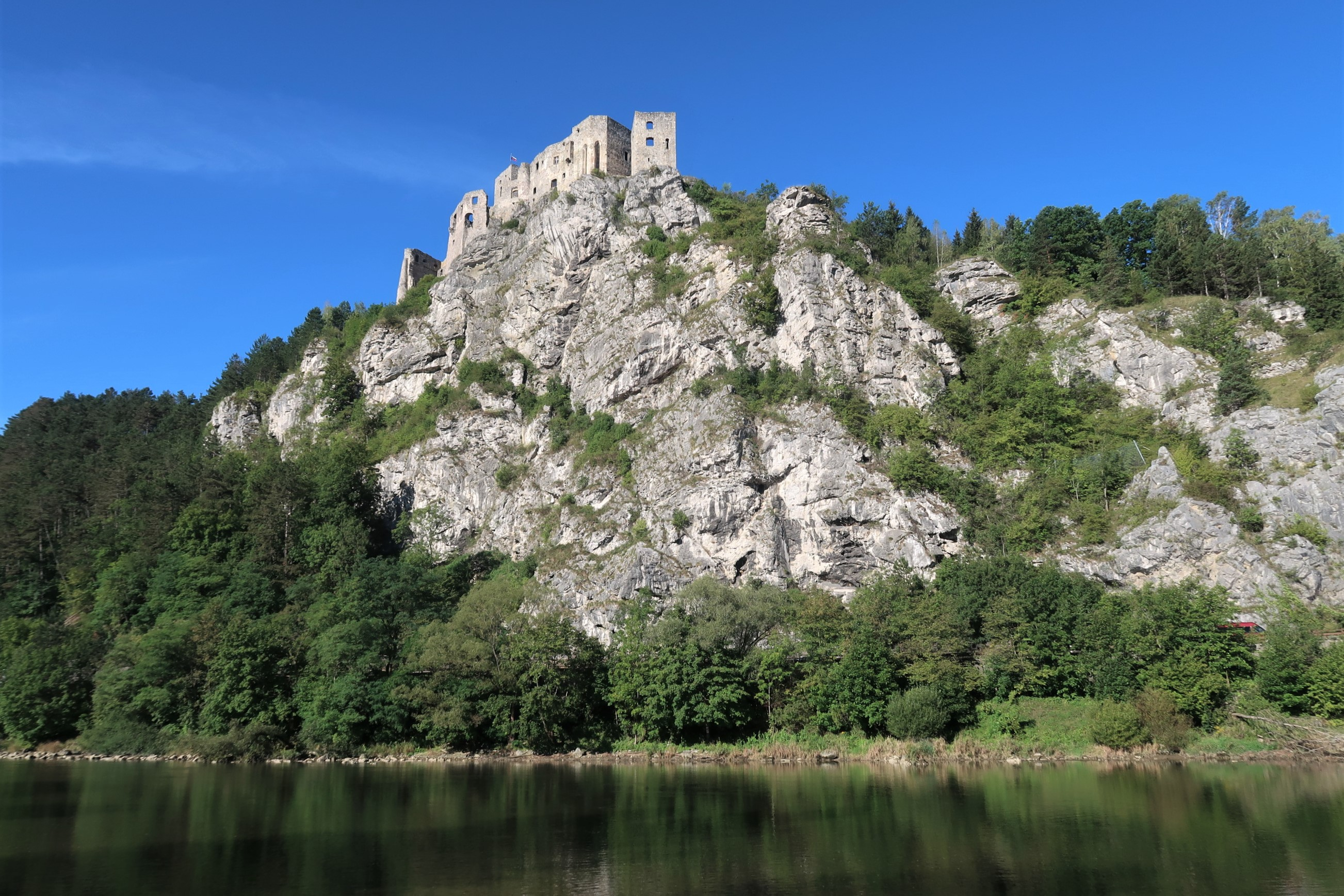
Pohled na hrad od východu přes řeku Váh
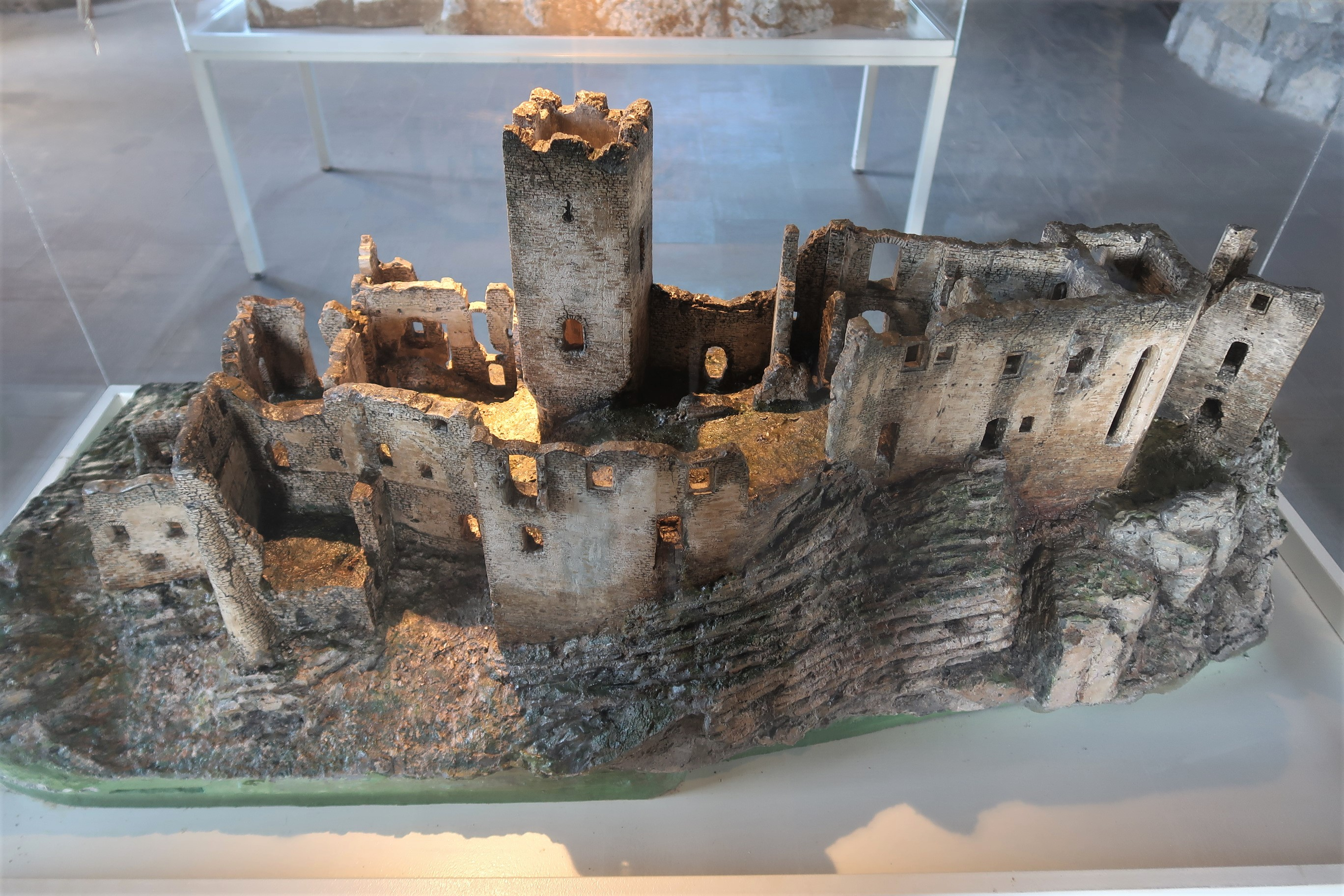
Model zříceniny hradu z první poloviny 20. století
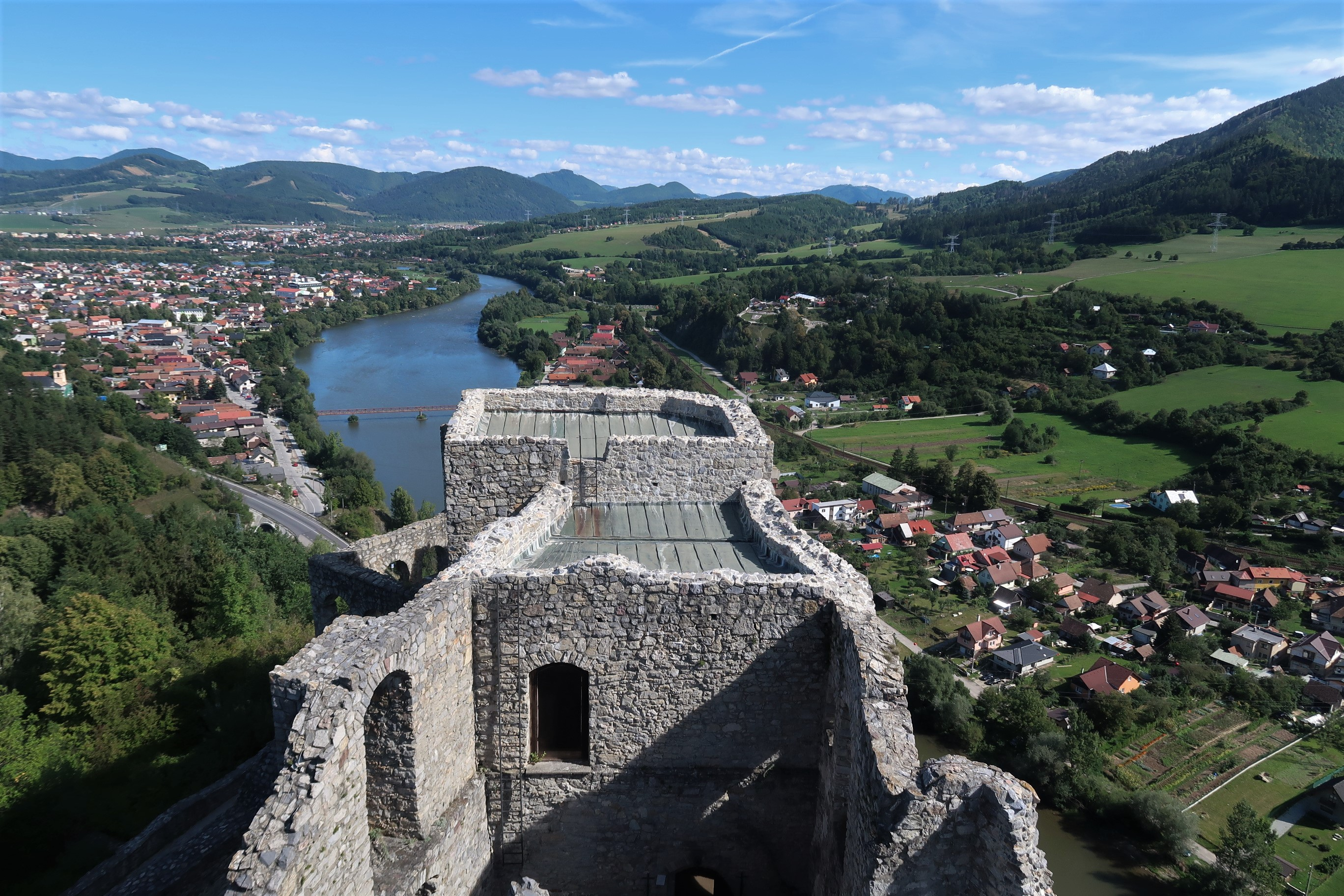
Pohled z hradní věže severním směrem
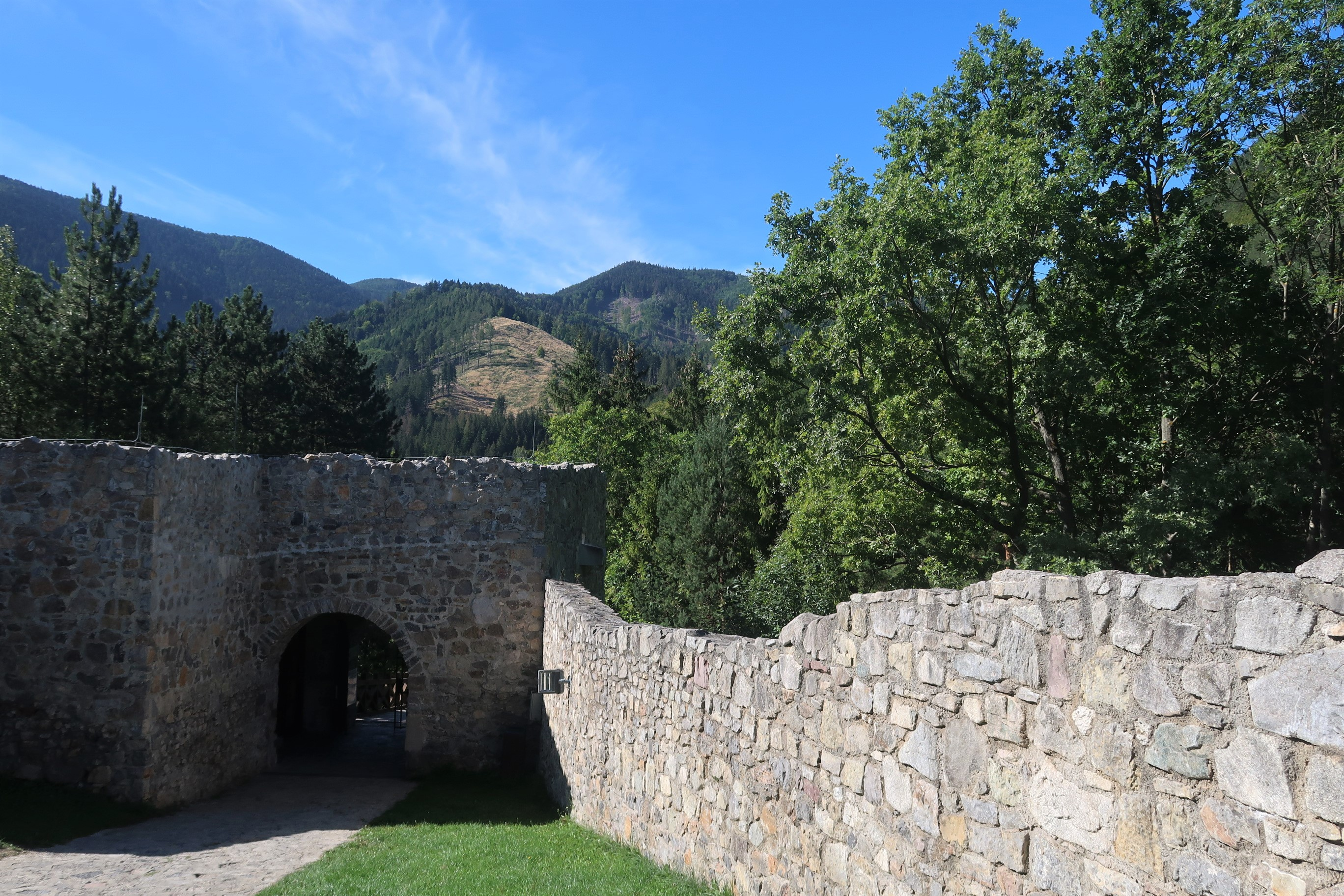
Pohled z předhradí přes vstupní bránu jižním směrem